# Sheldon Lee Glashow
Sheldon Lee Glashow (Nova Iorque, 5 de dezembro de 1932) é um físico estadunidense.

## Vida
Ex-professor da Universidade de Harvard e actualmente na Universidade de Boston. Recebeu o Nobel de Física de 1979, juntamente com Steven Weinberg e Abdus Salam, pelas contribuições à teoria unificada das interações fracas e eletromagnéticas entre partículas elementares, inclusive, a predição das correntes neutras fracas. Ele também foi um dos que assinaram uma petição para o presidente Barack Obama em 2015 para que o Governo Federal dos Estados Unidos fizesse um pacto de desarmamento nuclear e de não-agressão.

## Publicações
- The Charm of Physics (1991) ISBN 0-88318-708-6
- From Alchemy to Quarks: The Study of Physics as a Liberal Art (1994) ISBN 0-534-16656-3
- Interactions: A Journey Through the Mind of a Particle Physicist and the Matter of this World (1988) ISBN 0-446-51315-6
- First Workshop on Grand Unification: New England Center, University of New Hampshire, April 10–12, 1980 ed. com Paul H. Frampton e Asim Yildiz (1980) ISBN 0-915692-31-7
- Third Workshop on Grand Unification, University of North Carolina, Chapel Hill, April 15–17, 1982 ed. com Paul H. Frampton e Hendrik van Dam (1982) ISBN 3-7643-3105-4
- "Desperately Seeking Superstrings?" com Paul Ginsparg - Riffing on Strings: Creative Writing Inspired by String Theory (2008) ISBN 978-0-9802114-0-5